# Комаріха (Шипуновський район)
Комарі́ха (рос. Комариха) — село у складі Шипуновського району Алтайського краю, Росія. Адміністративний центр та єдиний населений пункт Комаріхинської сільської ради.

## Населення
Населення — 1081 особа (2010; 1200 у 2002).
Національний склад (станом на 2002 рік):
- росіяни — 96 %